# ذؤیب بن موسی
ذؤیب بن موسی وادعی همْدانی (درگذشته ۲۹ آوریل ۱۱۵۱ م. در حوث، یمن) اولین دارنده مقام داعی مطلق در اسلام طیبی اسماعیلی بود. او توسط ملکه اروی صلیحی به این سمت منصوب شد.

## رهبری
ذؤیب در آغاز از اعضای دعوت مذهبی فاطمیان مستعلی در یمن بود و در این کار زیردستِ رئیس دعوت داعی یحیی بن مالک بود. ابن مالک اندکی پیش از مرگش در سال ۱۱۲۶، پس از مشورت با ملکه اروی صلیحی، ذؤیب را به عنوان جانشین خود برگزید. 
در سال ۱۱۳۰، پس از درگذشت امام فاطمی خلیفه الآمر باحکام‌الله، اسماعیلیه مستعلی به دو شاخه حافظی و طیبی تقسیم شد. گروه اول جانشینی را حق الحافظ لدین‌الله، پسر عموی الأمر دانستند و گروه دوم فرزند شیرخوار الآمر، طیب ابوالقاسم را جانشین برحق امام شمردند. در یمن، ملکه اروی که تا آن زمان طرفدار فاطمیان بود، طرف طیبیه را گرفت و روابط خود را با دولت قاهره قطع کرد، در حالی که خاندان‌های منطقه‌ای همدانیان و زریعیان ادعای الحافظ را به رسمیت شناختند. ملکه اروی تا زمان مرگش در سال ۱۱۳۸ عملاً ریاست دعوت طیبی جدید را بر عهده داشت و طیبیان او را حجت و برهان زنده امام غایب (ستر) طیب ابوالقاسم می‌دانستند. ملکه اروی با حمایت ذؤیب و داعیان دیگر، بیشتر سالهای پایانی خود را در سازماندهی فرقه جدید گذراند. مدتی پس از ۱۱۳۲، او ذؤیب را به عنوان داعی مطلق منصوب کرد و بدین ترتیب او را به نمایندگی از امام غایب رئیس دعوت گردانید.  این کار آسان نبود، زیرا دیگر حاکمان یمن اسماعیلیه طیبی را قبول نکردند و پس از مرگ اروی، طیبی‌ها بدون حامی قوی باقی ماندند. با این وجود، دقیقاً به دلیل ایجاد یک سلسله مراتب مستقل، جدا از دولت‌های فاطمی و صلیحی، دعوت طیبی نه تنها توانست از هر دو رژیم جان سالم به در ببرد، بلکه در منطقه گسترش یافت. 
در مقام داعی، ذؤیب توانست الخطاب بن حسن بن ابی الحفاظ، رئیس یکی از طوایف قبیله بنی همدان را به دین خود درآورد. الخطاب که جنگجویی ماهر و شاعر و متکلمی برجسته بود، دستیار اصلی ذؤیب و سرمایه مهمی برای صلیحیان و طیبیه شد تا اینکه در سال ۱۱۳۸ به دست برادرزاده‌هایش در اختلاف بر سر ریاست طایفه به قتل رسید  جانشین الخطاب در مقام دسیار داعی (مأذون) یکی دیگر از شیوخ همدانی به نام ابراهیم بن حسین حامدی شد. هنگامی که ذویب در سال ۱۱۵۱ درگذشت، مقام داعی مطلق به ابراهیم رسید. 

## مدفن
ذؤیب بن موسی در حوث یمن به خاک سپرده شده‌است اما محل دقیق قبر او مشخص نیست.

## ارجاعات
1. 1 2 3 4  Daftary 2007, p. 264.
2. ↑  Daftary 2007, pp. 241–243, 248.
3. ↑  Daftary 2007, p. 265.